# Peltodytes dunavani
Peltodytes dunavani är en skalbaggsart som beskrevs av Young 1961. Peltodytes dunavani ingår i släktet Peltodytes och familjen vattentrampare. Inga underarter finns listade i Catalogue of Life.